# USS LST-325
L'USS LST-325 est un navire de débarquement de chars déclassé de l'United States Navy, maintenant amarré à Evansville dans l'Indiana aux États-Unis. Comme beaucoup de sa classe LST-1, il n'a pas été nommé et est correctement désigné par sa désignation de coque (les LST en service après juillet 1955 ont été nommés d'après les comtés et les paroisses des États-Unis).
Le navire a été inscrit au registre national des lieux historiques des États-Unis en 2009. La propriété a été ajoutée au registre national des lieux historiques (NRHP) le 24 juin 2009 et la liste a été annoncée comme la liste en vedette dans la liste hebdomadaire du National Park Service du 2 juillet 2009.

## Historique

### Marine américaine, 1942-1961
Le LST-325 a été lancé le 27 octobre 1942 à Philadelphie en Pennsylvanie, et mis en service le 1er février 1943. Le navire a d'abord opéré dans la région de l'Afrique du Nord et a participé aux débarquements à Gela en Sicile et à Salerne en Italie.
Le 6 juin 1944, le LST-325 faisait partie de la plus grande armada de l'histoire en participant au Débarquement de Normandie à Omaha Beach. Il a transporté 59 véhicules, 30 officiers et un total de 396 hommes enrôlés lors de ce premier voyage. Lors de son premier voyage de retour en Angleterre depuis la France, le LST-325 a ramené 38 blessés vers un port ami. Au cours des neuf mois suivants, les archives de la Marine montrent que le LST-325 a effectué plus de 40 voyages à travers la Manche, transportant des milliers d'hommes et des pièces d'équipement nécessaires aux troupes pour mener à bien la libération de l'Europe. Le navire a continué à effectuer des voyages de ravitaillement entre l'Angleterre et la France avant de retourner aux États-Unis en mai 1945.
Le LST-325 a été désarmé le 2 juillet 1946, à Green Cove Springs en Floride, et mis en attente dans la flotte de réserve de l'Atlantique.
Le navire a été remis en service par le Military Sealift Command en 1951 sous le nom d' USNS T-LST-325 et a participé à « l'opération SUNAC » (Soutien à la construction de l'Atlantique Nord), s'aventurant dans la mer du Labrador, le détroit de Davis et la baie de Baffin pour aider à la construction d'avant-postes radar le long de la côte est du Canada et de l'ouest du Groenland.
Retiré du registre des navires de la marine, le 1er septembre 1961, le T-LST-325 a été transféré à l'United States Maritime Administration (MARAD) pour être mis en attente dans la flotte de réserve de la défense nationale.

### Marine hellénique, 1964-1999
Le T-LST-325 a été envoyé en Grèce le 1er septembre 1964, dans le cadre du programme de subventions. Il a servi dans la marine de guerre hellénique sous le nom de RHS Syros (L-144) de 1964 à 1999.

## Musée commémoratif du navire USS LST
L' USS LST Memorial, Inc., un groupe de militaires à la retraite, a acquis Syros en 2000. Ils se sont rendus en Grèce, ont effectué les réparations nécessaires sur le navire et l'ont ramené aux États-Unis, arrivant à Mobile Harbour le 10 janvier 2001. En 2003, LST-325 a fait un voyage sentimental sur les fleuves Mississippi et Ohio. L'arrêt de 10 jours à Evansville, dans l'Indiana, a permis à plus de 35 000 personnes de faire le tour. En mai et juin 2005, il a remonté la côte est par ses propres moyens pour une tournée de 60 jours dans plusieurs ports, visitant Alexandria en Virginie, et la baie de Buzzards dans le Massachusetts. Le LST-325 est l'un des derniers LST navigables en service aux États-Unis. D'autres incluent l'USS LST-510 (en) utilisé quotidiennement comme ferry, et la drague MV Columbia opérant sur la côte du Golfe.

### Evansville
Pendant la Seconde Guerre mondiale, le front de mer d'Evansville, dans l'Indiana, a été transformé en un chantier naval de 18 ha pour produire des LST. À son apogée, le chantier naval d'Evansville employait plus de 19 000 personnes et réalisait deux de ces navires par semaine, devenant ainsi le plus grand producteur intérieur de LST aux États-Unis. Bien que le chantier naval d'Evansville ait été initialement engagé pour construire 24 navires, la ville finira par produire 167 LST et 35 autres navires. Le LST-325 est maintenant installé à Evansville en tant que navire musée commémoratif des LST et de l'effort de guerre de la ville.

### Déménagement
En 2018, des plans ont été annoncés pour déplacer le LST-325 de son emplacement de Marina Pointe à Riverfront Park en face de Tropicana Evansville, un endroit précédemment occupé par le bateau fluvial du casino, qui a pris sa retraite en 2017 lorsque le casino a été autorisé à déménager à terre. Le 13 juin 2020, le LST-325 a déménagé dans son nouveau port sur Riverside Drive à Evansville.